# François Guillaume Barthélémy Laurent
François Guillaume Barthélemy Laurent (Saint-Amand, 24 augustus 1750 - Parijs, 14 september 1825) was een Frans generaal.
Hij begon zijn carrière als soldaat in het Franse leger toen hij nog geen zeventien jaar oud was. Op 19 maart 1794, ten tijde van de Eerste Franse Republiek, werd Laurent benoemd tot brigadegeneraal. In de winter van 1794/1795 marcheerden de Fransen over de bevroren rivieren Nederland binnen (Franse tijd in Nederland). Begin oktober nam generaal Laurent zijn intrek in kasteel de Munt in Tegelen en begon hij met de belegering van Venlo, dat op 25 oktober in Franse handen valt.
In 1798 was hij commandant van de 24e divisie van het voormalige Armée du Nord (1791-1797), waarvan het "Nederlandse" deel in 1799 werd hernoemd tot Armée de Batavie. Op 12 oktober 1798 kwam de Vlaamse en Brabantse boerenbevolking (de brigands) in opstand tegen de Franse bezetter (sansculotten): de Boerenkrijg. Generaal Laurent dreef de opstandelingen van Belsele naar Lokeren, waar hij een groep opstandelingen versloeg. Op 21 oktober arriveerde hij in Sint-Niklaas, waar hij op 25 oktober een groep brigands versloeg en de overlevenden op de vlucht joeg. Rond deze tijd ontving generaal Laurent het Legioen van Eer. Op 18 januari 1799 besliste de generaal om in Sint-Niklaas een mobiele legereenheid te installeren. In 1804 was hij commandant van het departement Ourthe.